# 博尔诺
博尔诺（義大利語：Borno），是意大利布雷西亚省的一个市镇。总面积30平方公里，人口2693人，人口密度89.8人/平方公里（2009年）。国家统计（ISTAT）代码为017022。